# 落山風
落山風是臺灣恆春半島特有的強烈東北向季节性下坡风。恆春半島的中央山脈高度降低至400-1000公尺左右，每年從10月到次年4月，東北季風翻過山脈而下，強勁的下坡風直撲恆春半島西岸，襲捲在背風坡的車城、牡丹、恆春等地區。落山風瞬間強度可達6、7級，相當於輕度颱風的威力，吹刮時會於九棚沙漠、海口沙漠掀起漫天黃沙，更曾有吹翻摩托車和小汽車而造成傷亡的紀錄。

## 歷史
漢人很早就觀察到落山風的時空特性。1890年代完成的《恆春縣志》提及其季節「自重陽以至清明，東北大風，俗謂之落山風。晝夜怒號，渹渹渢渢，或三、四日一發，或五、六日不止。」另提到其分布以馬鞍山（今核三廠一帶）為界，風雨程度大不相同：「然馬鞍山以南，地勢稍低，風威稍損，冬日有雨少風；馬鞍山西北至枋山六七十里，則多風無雨。」

## 影響
落山風影響恆春的景觀、生產方式與習俗等。
居住景觀上，早期茅屋屋頂壓放石塊，今天鋼筋水泥普遍使用，門窗亦大多設有鐵皮或鐵捲門並加設複牆。雖然房屋結構已能有效防止強勁的落山風，但常常在一連數天的吹襲後，空氣中的黃沙和灰塵使住家沾滿塵土。
農作物方面，耐風作物如早期的瓊麻、現在的洋蔥和牧草等。不能適應落山風的哈密瓜與西瓜田也設置防風稻草牆。以洋蔥為例，冬春為洋蔥生長期，落山風使蔥葉倒伏，抑制蔥葉生長，養分儲存於地下球莖，使洋蔥滋味甜美，品質優良。
交通方面，臺灣鐵路南迴線於獅子鄉、大武鄉之路段，穿越中央山脈山谷會出現的落山風，故交通部鐵道局南迴鐵路工程處為了應付這樣地理環境，除了在橋樑上設置於鐵路兩旁加裝防風護網，並設有全天候測候儀來感應瞬間風力強度，以確保臺鐵行車安全。正因地形關係，不同程度地的風壓與風速，隨著地形風的改變，可能會出現狹管效應，對航空具有潛伏危險性存在，故背風坡地帶不適宜設立機場，2004年交通部民用航空局啟用恆春機場後，在季風季節常受風勢影響而班機延誤或停飛的情況發生。
觀光方面，發展出風鈴季活動，墾丁大街也有許多販賣風鈴的攤販。

## 外部連結
- 恆春半島的植群[永久]